# Marokkaanse Moskee
De Marokkaanse Moskee (Arabisch: مسجد المغرب) is een moskee in het zuidelijke centrale deel van Nouakchott, de hoofdstad van Mauritanië. Het ligt ten zuiden van de Ould Abas-moskee, vlak bij de Marokkaanse markt en naast het Marokkaans Cultureel Centrum.